# Wiener-Cup 1926-1927
La Wiener-Cup 1926-1927 è stata la 9ª edizione della coppa nazionale di calcio austriaca.

## Quarti di finale
| Squadra 1        | Risultato   | Squadra 2             |
| ---------------- | ----------- | --------------------- |
| 26 marzo 1927    |             |                       |
| Admira Vienna    | 8 - 0       | International-AF Wien |
| Rudolfshügel     | 0 - 1       | Austria Vienna        |
| 27 marzo 1927    |             |                       |
| Wiener AC        | 4 - 3 (dts) | Floridsdorfer         |
| Brigittenauer AC | 1 - 5       | Rapid Vienna          |

## Semifinale
| Squadra 1      | Risultato   | Squadra 2      |
| -------------- | ----------- | -------------- |
| 23 aprile 1927 |             |                |
| Rapid Vienna   | 2 - 2       | Admira Vienna  |
| 24 aprile 1927 |             |                |
| Wiener AC      | 3 - 5 (dts) | Austria Vienna |
| 18 maggio 1927 |             |                |
| Admira Vienna  | 3 - 4       | Rapid Vienna   |

## Finale
| Squadra 1      | Risultato | Squadra 2      |
| -------------- | --------- | -------------- |
| 28 maggio 1927 |           |                |
| Rapid Vienna   | 3 - 0     | Austria Vienna |